# S/2022 J 3
S/2022 J 3 es un pequeño satélite natural exterior de Júpiter descubierto por Scott S. Sheppard el 30 de agosto de 2022, utilizando el Telescopio Víctor M. Blanco de 4,0 metros en el Observatorio Cerro Tololo, Chile. Fue anunciado por el Minor Planet Center el 22 de febrero de 2023, después de que se recopilaran observaciones durante un período de tiempo lo suficientemente largo como para confirmar la órbita del satélite.
S/2022 J 3 es parte del grupo de Ananké, un grupo de satélites irregulares retrógrados de Júpiter que siguen órbitas similares a las de Ananké en ejes semi-mayores entre 19 a 22 millones de kilómetros, excentricidades orbitales entre 0,1 y 0,4, e inclinaciones entre 139 y 155°. Tiene un diámetro de aproximadamente 1 kilómetros (0,62 mi) para una magnitud absoluta de 17,4.